# Elusa incertans
Elusa incertans är en fjärilsart som beskrevs av Bethune-Baker 1906. Elusa incertans ingår i släktet Elusa och familjen nattflyn. Inga underarter finns listade i Catalogue of Life.